# 斯昆杜鄉
44°50′N 24°12′E / 44.833°N 24.200°E
斯昆杜鄉（羅馬尼亞語：Comuna Scundu, Vâlcea），是羅馬尼亞的鄉份，位於該國西南部，由沃爾恰縣負責管轄，面積35平方公里，海拔高度262米，2002年人口2,181，人口密度每平方公里62人。